# Martín Zúñiga
Martín Zúñiga (* 6. August 1970 in Tampico, Tamaulipas), auch bekannt unter dem Spitznamen El Pulpo (deutsch Der Oktopus), ist ein ehemaliger mexikanischer Fußballspieler auf der Position des Torwarts.

## Leben
„El Pulpo“ Zúñiga begann seine Profikarriere in der Saison 1992/93 bei den Tigres de la UANL, für die er bis 1995 spielte. Anschließend wechselte er zum Club Deportivo „Chivas“ Guadalajara, mit dem er im Sommer 1997 die mexikanische Meisterschaft gewann. Im selben Jahr kam er zu seinem einzigen Einsatz für die mexikanische Nationalmannschaft.
Obwohl er Guadalajara 1999 verließ und noch für diverse andere Vereine spielte, kehrte er immer wieder zu „Chivas“ zurück. So stand er in der Saison 2001/02 noch einmal bei Chivas Guadalajara unter Vertrag und in der Saison 2005 beendete er seine aktive Laufbahn in der US-amerikanischen Major League Soccer beim CD Chivas USA.

## Erfolge
- Mexikanischer Meister: Verano 1997